# Bagnone
Bagnone és un comune (municipi) de la província de Massa i Carrara, a la regió italiana de la Toscana, situat a uns 120 quilòmetres al nord-oest de Florència i a uns 35 quilòmetres al nord-oest de Massa, a la Lunigiana. El seu nombre d'habitants ha anat disminuint progressivament des dels més de 7.000 que tenia durant la dècada del 1920. A 1 de gener de 2019 la seva població era de 1.814 habitants.

## Llocs d'interès
- Església de San Niccolò (reconstruïda el segle XVIII; inclou una Madonna del Pianto del segle XV).
- Església de San Leonardo (1785).
- Oratori de San Terenzio (amb pintures del segle xvii).